# Valmontone
Valmontone ist eine italienische Stadt in der Metropolitanstadt Rom in der Region Latium mit 15.697 Einwohnern (Stand 31. Dezember 2023). Sie liegt 38 Kilometer östlich von Rom.

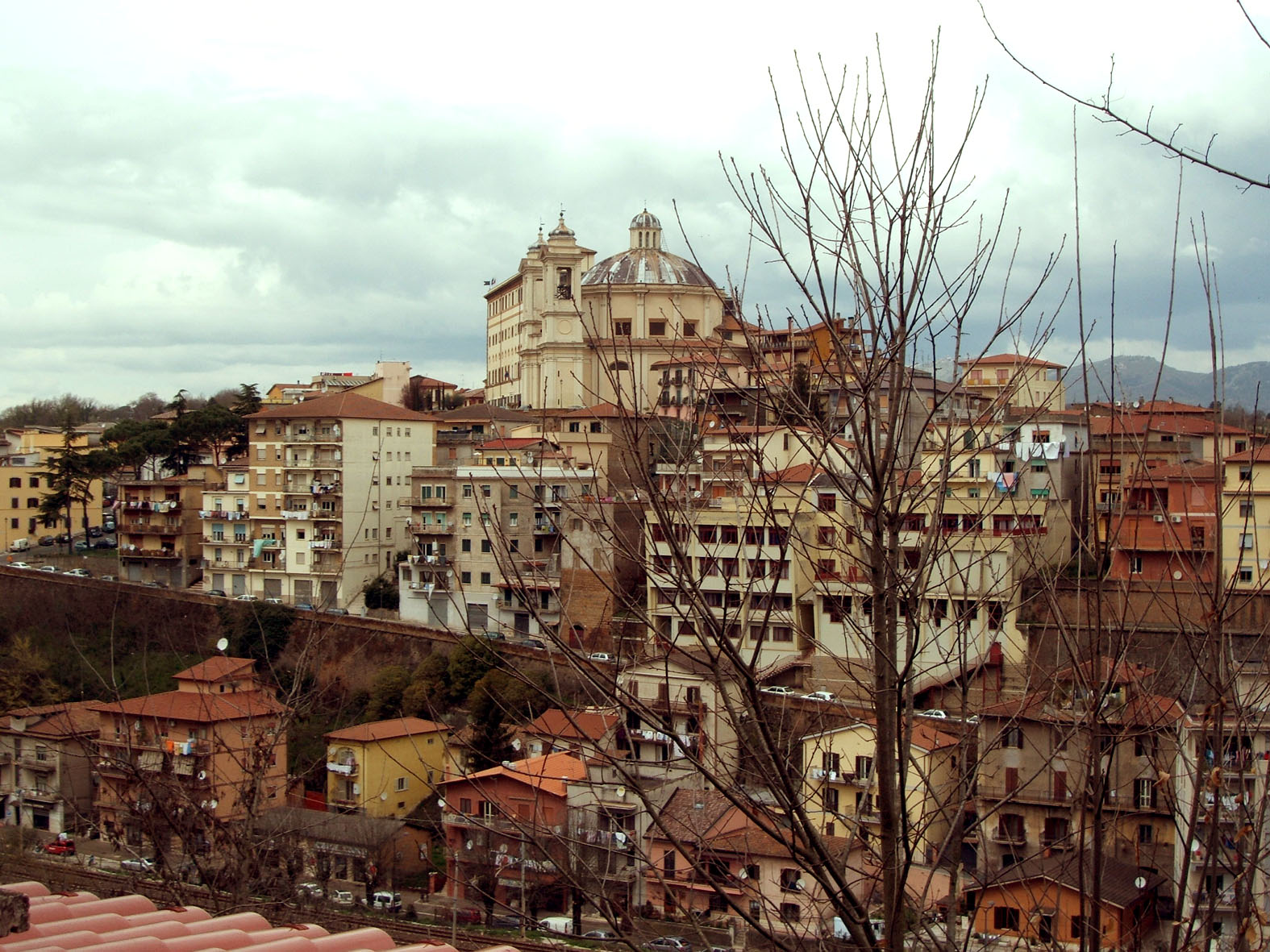
Blick über die Stadt auf die Kirche La Collegiata dell’Assunta

## Geographie
Valmontone liegt im Tal des Sacco, zwischen den Albaner Bergen und den Monti Prenestini.

## Geschichte
Der Ort soll von Alba Longa aus gegründet worden sein und ist wahrscheinlich mit dem antiken Labicum identisch. Labicum wurde während des Zerfalls des Römischen Reichs zerstört und auf dem leichter zu verteidigenden Hügel oberhalb des Sacco neu errichtet, der ihm seinen heutigen Namen gab.
Vallis Montonis wurde urkundlich erstmals 1139 erwähnt. 1208 übergab Papst Innozenz III. den Ort seinem Bruder Riccardo Conti, Graf von Sora, womit eine Blütezeit für Valmontone begann. Im 16. Jahrhundert wurde der Ort zweimal geplündert. 1634 erwarb Camillo Pamphilj, der Neffe von Innozenz X. Valmontone als Zentrum seines Fürstentums. Von seinem Plan den Ort zu einer barocken Idealstadt umzubauen wurde allerdings nicht viel mehr als der Palazzo Doria Pamphilj und die benachbarte Kirche La Collegiata verwirklicht. 1843 verlieh Gregor XVI. dem Ort das Stadtrecht.
Im Zweiten Weltkrieg wurde Valmontone beim Vormarsch der Alliierten, ohne dass dafür ein militärischer Grund bestand, bombardiert und fast vollständig zerstört. Lediglich der massive Palazzo Doria Pamphilj konnte standhalten und war in den folgenden Jahren Unterkunft für fast die gesamte Ortsbevölkerung.

## Bevölkerung
| 1871  | 1901  | 1921  | 1951  | 1971  | 1991   | 2001   |
| ----- | ----- | ----- | ----- | ----- | ------ | ------ |
| 3.128 | 4.010 | 4.911 | 7.440 | 9.091 | 11.649 | 12.244 |

Quelle: ISTAT

## Politik
Angelo Angelucci (Margherita) wurde im Mai 2007 zum Bürgermeister gewählt. Seine Regenbogenliste (Lista Civica Arcobaleno per il Futuro) stellt auch mit 13 von 20 Sitzen die Mehrheit im Gemeinderat.

## Sehenswürdigkeiten

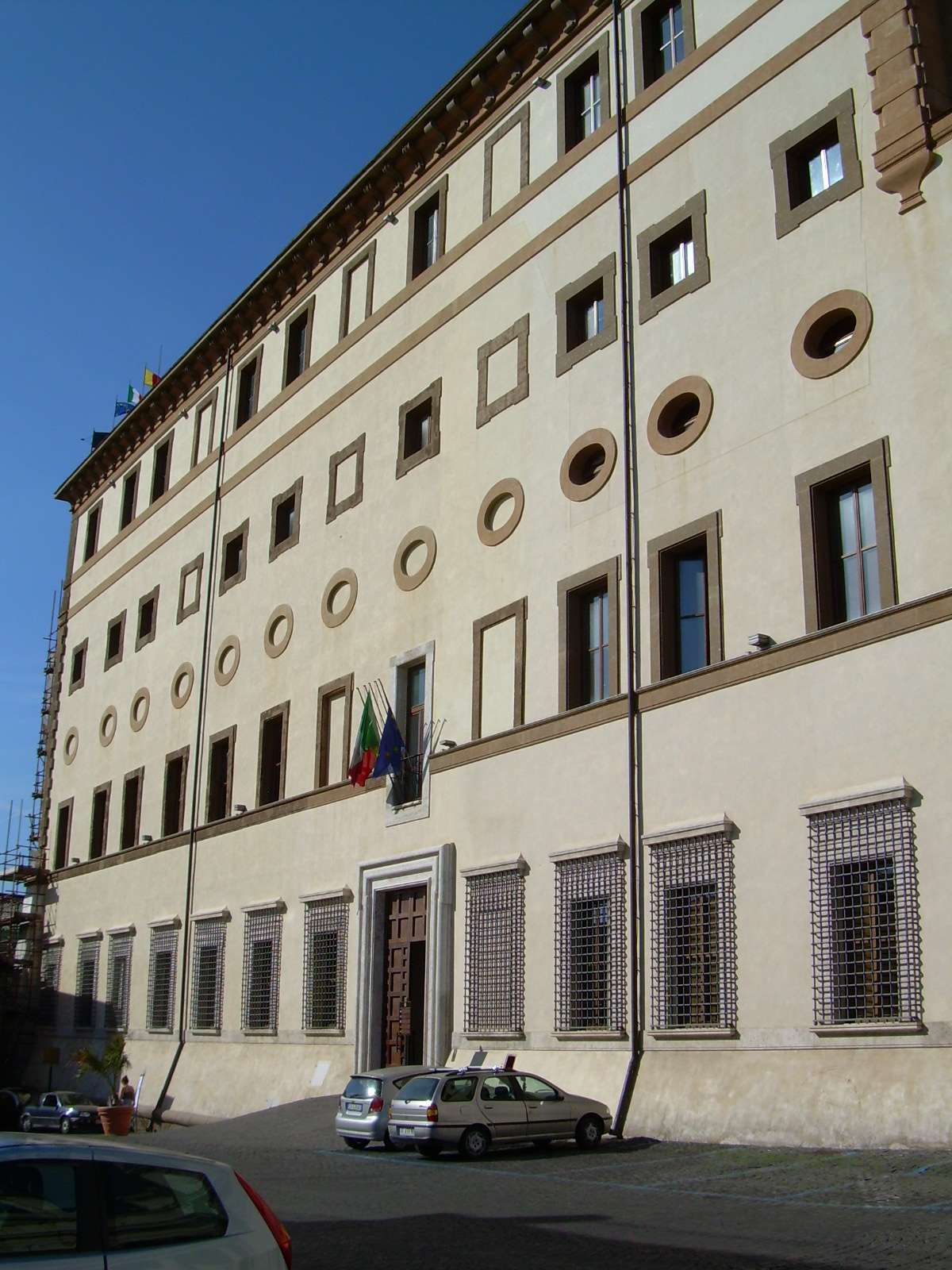
Palazzo Doria Pamphilj

- Der mächtige Palazzo Doria Pamphilj mit seinen 365 Zimmern beherrscht das Stadtbild schon von weitem. Er wurde 1654–1670 von Mattia de Rossi, einem Schüler Berninis, erbaut und von zahlreichen Künstlern mit Fresken ausgestattet. Obwohl die Restaurierung noch nicht abgeschlossen ist, beherbergt er seit kurzem eine Außenstelle der Römischen Universität La Sapienza. Außerdem sind im Palast ein archäologisches Museum und eine Fotoausstellung über Valmontone im Zweiten Weltkrieg zu besichtigen.
- Die Kirche La Collegiata dell’Assunta steht direkt neben dem Palast. Sie wurde ebenfalls von de Rossi 1685–1689 errichtet und erinnert an Sant’Agnese in Agone in Rom.
- Der Freizeitpark MagicLand bietet über 35 Attraktionen, darunter fünf Achterbahnen.

## Kulinarische Spezialitäten
Ende Juni findet die Sagra della Lumaca, Fest der Schnecke, statt.

## Söhne und Töchter des Ortes
- Leonardo D’Ascenzo (* 1961), römisch-katholischer Geistlicher, Erzbischof von Trani-Barletta-Bisceglie
- Oreste Giorgi (1856–1924), Kurienkardinal